# Ecce Cor Meum
Ecce Cor Meum (ang. Behold My Heart) – czwarty album Paula McCartneya z muzyką poważną (od Liverpool Oratorio z 1991 roku).

## Okoliczności powstania i charakterystyka albumu
Zlecenie napisania muzyki i produkcję krążka otrzymał od Magdalen College z Oksfordu, a dokładnie od Anthony’ego Smitha (rektor Magdalen College w latach 1998–2005), który poprosił go osobiście, by skomponował utwór upamiętniający otwarcie nowej sali koncertowej akademii.
Pierwotnie było to oratorium (w 4 częściach), które napisał podczas choroby żony (Linda McCartney zmarła na raka). Ostatecznie na album trafią chorały i kompozycje orkiestrowe. Libretto zostało napisane w języku angielskim, a częściowo także po łacinie. Warto dodać, że Paul zawdzięcza swoją znajomość łaciny klasycznemu wykształceniu, które odebrał w Liverpool Institute High School for Boys. Krążek jest hołdem złożonym ku pamięci nieżyjącej małżonce. Muzyk pracował nad swoim dziełem przez 8 lat.
W listopadzie 2001 roku Ecce Cor Meum została przedpremierowo wykonana w oksfordzkim Sheldonian Theatre przez chór akademicki Magdalen College pod dyrekcją Billa Ivesa. Paul wyciągnął wnioski z tego wydarzenia, a samo wydanie przedpremierowe trafiło na bootlegi.
Album nagrano w dniach od 13 do 17 marca 2006 roku w Abbey Road Studios. Paul najpierw skomponował muzykę, a dopiero później zaczął szukać słów, które mogłyby do niej pasować. W związku z tym muzyka nie miała nawet tytułu. Tytuł zaczerpnął ze znajdującego się pod rzeźbą w nowojorskim kościele św. Ignacego Loyoli napisu głoszącego „Ecce Cor Meum”.
14 listopada 2006 roku Ecce Cor Meum miał swoją amerykańską premierę. Koncert odbył się w nowojorskiej Carnegie Hall. Jego wykonawcami byli: Concert Chorale of New York oraz American Boychoir. Transmitowany był na falach National Public Radio.
Artysta w oświadczeniu prasowym poinformował, że album Ecce Coe Meum uważa za najpełniejsze spośród wszystkich swoich dokonań na polu muzyki poważnej.

## Lista utworów
Wszystkie utwory skomponowane przez McCartneya:
| 1. | Spiritus           | 12:00 |
|    |                    |       |
| 2. | Gratia             | 10:50 |
|    |                    |       |
| 3. | Interlude (Lament) | 3:57  |
|    |                    |       |
| 4. | Musica             | 15:14 |
|    |                    |       |
| 5. | Ecce Cor Meum      | 14:50 |
|    |                    |       |
|    |                    | 56:51 |
|    |                    |       |

## Twórcy
- Paul McCartney: kompozytor, główny producent
- Ben Parry: kierownik chóru
- Gavin Greenaway: dyrygent
- wykonawcy: Academy of St Martin in the Fields, Boys Of King's College Choir, Cambridge, Boys Of Magdalen College Choir, Oxford, London Voices
- David Theodore: obój
- Arne Akselberg: inżynier dźwięku
- Stephen Cleobury: kierownik muzyczny
- Bill Ives: kierownik muzyczny
- John Fraser: producent
- Craig West: menedżer koncertu
- Simon Kiln: mastering

## Wideografia
Film:
- „Ecce Cor Meum – Behold My Heart” reż.?

## Nagrody oraz pozycja na listach przebojów
Album
| Okładka | Data wydania     | nazwa albumu  | UK Lista     | US Lista                   | Certyfikat |
| ------- | ---------------- | ------------- | ------------ | -------------------------- | ---------- |
| foto    | 25 września 2006 | Ecce Cor Meum | 141 (1 tyg.) | 2 ? (Top Classical Albums) | X          |